# Distrito de San José (Azángaro)
San José es un distrito de la provincia de Azángaro en el departamento peruano de Puno, bajo la administración del Gobierno regional de Puno.  En el año 2007 tenía una población de 5.984 habitantes y una densidad poblacional de 16,1 personas por km². Abarca un área total de 372,73 km².
Desde el punto de vista jerárquico de la Iglesia católica forma parte de la diócesis de Puno, sufragánea de la arquidiócesis de Arequipa.

## Historia
El distrito fue creado mediante Decreto Supremo del 2 de mayo de 1854.

## Geografía
San José se encuentra ubicado en las coordenadas 14°41′14″S 70°10′28″O / -14.68722, -70.17444. Según el INEI, este distrito tiene una superficie total de 372,73 km². Este distrito se encuentra situado al centro de la provincia de Azángaro, en la zona norte del departamento de Puno y en la parte sur del territorio peruano. Su capital San José  se halla a una altitud de 4 082 m s. n. m..
| Noroeste: distrito de San Antón                   | Norte: distrito de San Antón y distrito de Muñani | Noreste: distrito de Muñani   |
| Oeste: distrito de San Antón y distrito de Asillo |                                                   | Este: distrito de Muñani      |
| Suroeste distrito de Asillo                       | Sur: distrito de Azángaro                         | Sureste: distrito de Azángaro |

## Demografía
Según el censo peruano de 2007, había 5984 personas residiendo en San José, 3822 correspondían al ámbito rural y 2162 al urbano. La densidad de población era 16,1 hab./km².

## Autoridades

### Municipales
- 2015 - 2018[3]
  - Alcalde: Bielsin Rodolfo Cajma Marrón, del Proyecto de la Integración para la Cooperación.
  - Regidores:

  1. Martín Ignacio Yana Choquemamani (Proyecto de la Integración para la Cooperación)
  2. Pedro Pablo Mamani Mamani (Proyecto de la Integración para la Cooperación)
  3. Nora Velinia Ururi Ramos (Proyecto de la Integración para la Cooperación)
  4. Herminia Mamani Mamani (Proyecto de la Integración para la Cooperación)
  5. Alberto Toribio Ccuno Asillo	(Democracia Directa)

### Policiales
- Comisario:  PNP

### Religiosas
- Diócesis de Puno[4]
  - Obispo: Mons. Jorge Pedro Carrión Pavlich.